# Death Execution III
Death Execution III è un EP dal vivo del gruppo musicale Morbid, pubblicato nel 2001 dalla Reaper Records. 

## Tracce
- Lato A

1. "Disgusting Semla" - 3:10
2. "Deathexecution" - 4:07

- Lato B

1. "From the Dark" - 6:43

## Formazione
- Dead - voce, testi
- Uffe Cederlund - chitarra
- Zoran Jovanović - chitarra
- Dr. Schitz - basso
- Lars-Göran Petrov - batteria